# Jakob Schollenberger

Jakob Schollenberger (* 26. September 1851 in Wülflingen; † 13. Januar 1936 in Zürich) war ein Schweizer Rechtswissenschaftler.

## Leben
Er studierte von 1870 bis 1873 Jura in Zürich, Berlin und Heidelberg (1873 Doktorprüfung in Heidelberg, 1874 Zürcher Rechtsanwaltsexamen). Von 1895 bis 1917 war er ordentlicher Professor für Staats- und Verwaltungsrecht der Schweizer Kantone an der Universität Zürich.

## Schriften (Auswahl)
- Das schweizerische öffentliche Recht. Ein politischer Führer durch die Schweiz. Hannover 1909, OCLC 602948501.
- Die Arbeiterfrage gelöst! Kritik der bisherigen Lösungsversuche und Begründung des Systems der natürlichen und gründlichen Lösung. Eine Kundgebung an alle Länder und alle Parteien. Berlin 1910, OCLC 40437876.
- Die schweizerische Eidgenossenschaft von 1874 bis auf die Gegenwart. Berlin 1910, OCLC 611573541.
- Der Kanton Tessin und die Schweizerische Eidgenossenschaft. Eine politische Denkschrift. Zürich 1911, OCLC 249312498.